# 黑殭菌
黑殭菌（學名：Metarhizium anisopliae，基名：Entomophthora anisopliae）是一種廣泛分佈於全世界土壤中，且可以在昆虫造成疾病的真菌（蟲生真菌），屬於擬寄生物，最早於1879年由俄國微生物學家伊利亞·梅契尼可夫從奧國賽麗金龜體內分離，他以該種金龜的屬名為此真菌的種小名。黑殭菌舊時因沒有發現有性世代而被歸屬於不完全菌門的絲孢菌綱，現在則歸入子囊菌門。
過去曾有許多真菌自不同昆蟲身上分離後，經鑑定被歸為本種真菌的變種，但後來經rDNA序列分析後被認為是黑殭菌屬中的其他獨立物種，例如大孢绿殭菌、蝗绿殭菌、贵州绿殭菌與棕色绿殭菌等。

## 感染過程
黑殭菌以無性的分生孢子感染昆蟲，因分生孢子為綠色，其造成的疾病有時也被稱為綠殭病（green muscardine disease）。黑殭菌的分生孢子接觸昆蟲的體表後，可以萌發長出菌絲，製造酵素分解昆蟲的表皮，並形成附著器以穿透昆蟲體壁，進入其體內繼續生長，當菌絲生長至血淋巴時會形成游離生長的芽孢體（hyphal bodies），芽孢體可脫離菌絲，如酵母菌般在血淋巴中自由複製生長，且因其表面有特殊蛋白覆蓋，可遮蔽細胞壁的Β-1,3-葡聚糖等病原相關分子模式（PAMP），使其不被昆蟲的免疫細胞識別而不受到攻擊。黑殭菌的菌絲體可在昆蟲組織內生長，並生長至昆蟲體外，最終導致昆蟲死亡，被殺死的昆蟲表皮通常會呈紅色。若環境溼度夠高，菌絲體會從昆蟲屍體上長出，並產生分生孢子而使外觀變成綠色，隨著孢子堆增多也可能轉為灰綠色至黑色。
許多生活在土壤中的昆蟲都演化出了對抗黑殭菌等蟲生真菌感染的機制，黑殭菌也演化各種機制加以反制，例如分泌抑制昆蟲免疫細胞的環形多肽黑殭菌素（destruxin）。黑殭菌與昆蟲的共演化造成黑殭菌產生大量變種，以分別適應不同種昆蟲宿主的免疫機制。

## 應用
黑殭菌與過去被歸為本種的黑殭菌屬真菌共可感染超過200種昆蟲，可用作生物農藥以控制蝗蟲、薊馬、白蟻、小菜蛾、蟑螂、金龜子等害蟲，還可以殺死孑孓，有助控制瘧疾的傳播。黑殭菌不會感染人類與其他脊椎動物，在農業上作為殺蟲劑、殺蟎劑使用相對安全。
華盛頓州立大學的研究團隊與真菌學家保罗·史塔曼兹合作，以黑殭菌感染蜜蜂的寄生蟲瓦蟎，已收到不錯成效，可能有助於解決蜂群崩壞症候群。
黑殭菌因具有分解昆蟲體壁殼聚糖的酵素，可能可用來生產生質酒精。2017年西班牙阿利坎特大學的一項研究顯示黑殭菌與厚垣普可尼亚菌可以將殼聚糖分解，再經過真菌本身的醇脫氫酶和丙酮酸脱羧酶作用產生酒精，有以蝦殼等廚餘生產生質能源的潛力。